# Kurihara Keisuke
Keisuke Kurihara (sinh ngày 10 tháng 5 năm 1973) là một cầu thủ bóng đá người Nhật Bản.

## Sự nghiệp câu lạc bộ
Keisuke Kurihara đã từng chơi cho Verdy Kawasaki, Shonan Bellmare, Sanfrecce Hiroshima, Albirex Niigata, Vissel Kobe và Tochigi SC.